# EN238

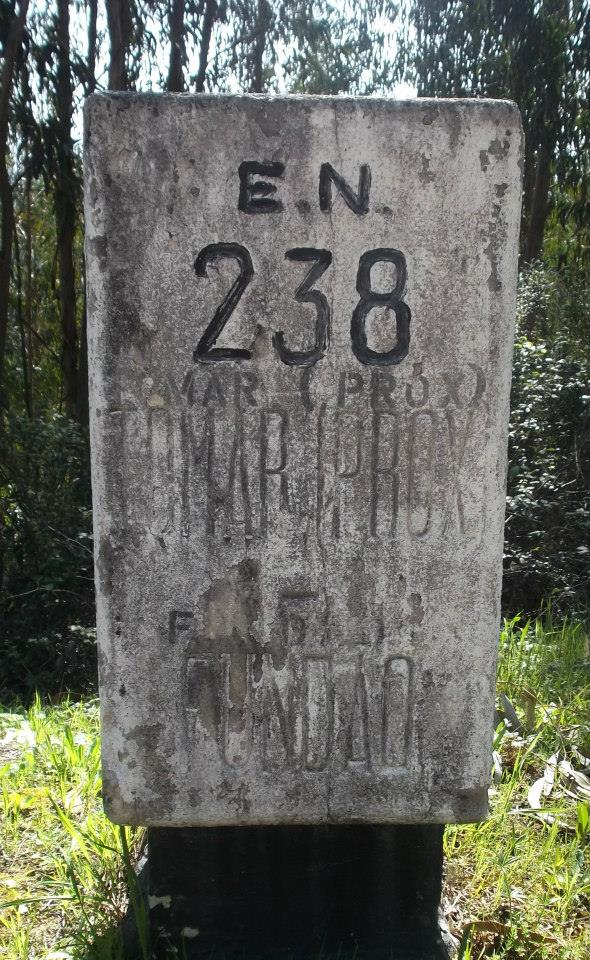
Marco na EN238

A EN 238 é uma estrada nacional que integra a rede nacional de estradas de Portugal. É das Estradas Nacionais mais belas do Centro de Portugal, mas igualmente das mais perigosas, por ter um circuito morfologicamente acidentado e tem muitas curvas.
É constituída por dois troços separados:

## Tomar - Ferreira do Zêzere * Vale do Serrão

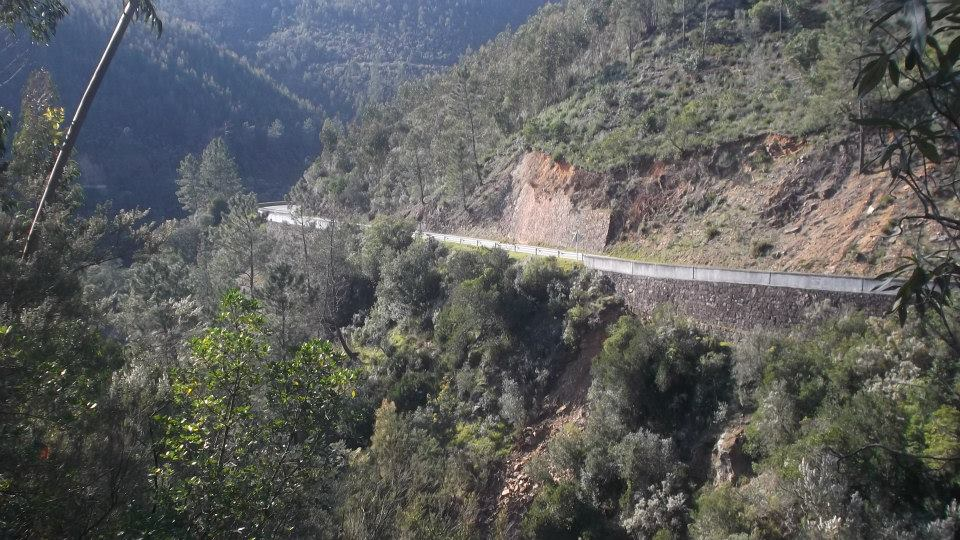
Troço Cernache do Bonjardim - Vale da Ursa (estrada regional)

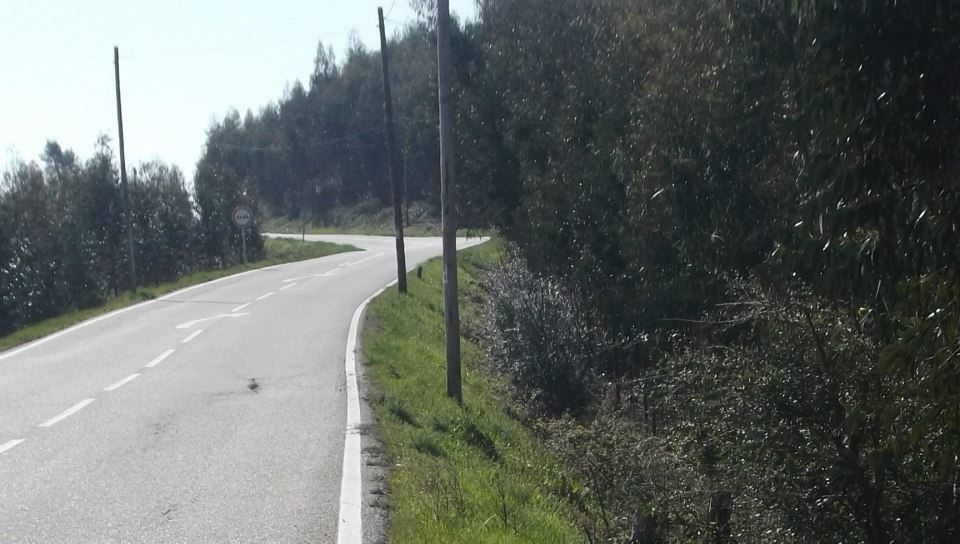
Troço Vale da Ursa - Ferreira do Zêzere (estrada regional)

Este troço foi modernizado em 2001, quando se inaugurou o IC3 até Tomar (depois duplicado para A13). Construiu-se então uma variante à antiga estrada nacional, que está prevista que se expanda até Vale do Serrão. 

## Sertã - Oleiros
Este troço foi também modernizado recentemente. Inclui também uma variante à antiga estrada nacional e, atualmente, a estrada é o principal acesso de Oleiros ao IC8.

## Outros troços
Todos os outros troços da antiga Estrada foram regionalizados.